# Музична драматургія
Музична драматургія (англ. musical dramaturgy) — це процес зіставлення, взаємодії та розвитку образно-змістовних початків, що утворює цілісну систему і втілює завершений художній задум (концепцію, «картину світу»), який визначає форму, композицію і засоби виразності. Цей термін використовується як для характеристики музичного розвитку творів, пов'язаних з конкретною сценічною дією (опера, балет, оперета, ораторія тощо), так і для вокальних, інструментальних та симфонічних творів, що втілюють багатогранні та складні музичні образи й концепції.

## Визначення терміну
Поняття музична драматургія вирізняється багатогранністю та різноманітністю визначень.
З одного боку музична драматургія це:
- «процес становлення музичної думки, тематичне розгортання засобами музичної мови та формотворення»[3];
- «прояв розгорнутої форми»[4];
- процес розвитку образно-змістовних начал, що знаходяться у логічному зв'язку одного з одним: «процес зіставлення, взаємодії та розвитку тематичних, гармонічних, фактурних, жанрових та інших засобів, що зображають динаміку життя та внутрішнього світу людини»[5];
- узагальнення якостей процесуальності музичної форми, «котра здатна виступати способом виявлення та вираження внутрішньої форми»[6];
- «цілісний, закінчений, примітний своєю напруженістю та інтенсивністю процес розвитку та взаємодії власне музичних образів у масштабі всього твору або його великої, відносно самостійної частини, рушійною силою якого є конфлікт»[7];
- динаміка розгортання музичної подієвості, «якщо під „подією“ розуміється вагоме для нас музично-інтонаційне явище, виявлене у лінійному потоці формотворення»[8];

З іншого, вона є:
- «принципом, що виростає до естетичної закономірності»[9];
- «системою взаємодії образів, принципів їхнього розвитку»[10];
- «системою засобів виразності та прийомів»[11];
- «планом розподілення драматургічних функцій, які беруть участь у створенні музичного твору, сфера ейдосів композиції»[12];
- «цілісна організація музичних засобів, орієнтована на закони симфонізму»[13];
- «направлена на сприйняття часова організація художнього змісту, втілена за допомогою всіх музичних засобів»[14];
- «індивідуальний план вираження композиторської концепції, що складає цілісну систему художніх образів, на підставі чого увиразнюються творчі принципи виконавських інтерпретацій» (про виконавську драматургію)[15].

## Типи музичної драматургії
На сьогодні в музикознавстві існує чимало класифікацій різновидів музичної драматургії: епічна, лірична, драматична; одно-, двох-, трьох-, багатоелементна; контрастна, конфліктна; оповідальна та моделююча (подієва); класична, романтична, експресіоністична; симфонічна, оперна і т. д.; діалогічна; темброва; фактурна; тональна; жанрова; інтонаційна; лейтмотивна; тематична.
В. Холопова виокремлює такі типи музичної драматургії.
- конфліктна;
- контрастна або неконфліктна (притаманна сюїтним творам);
- монодраматургія (може бути статичною або крещендуючою) — специфічний різновид, що не містить тих контрастів, які характерні для драми;
- паралельна — має дві або три незалежні лінії розвитку; наявна у творах, що спираються на епічні художні концепції[16].

Це різноманіття визначень пояснюється тим, що при типологізації музикознавці відштовхуються від різних ознак цього явища — кількість образних елементів, характер їхніх співвідношень, стиль чи жанр, один з засобів виразності.
За приналежністю до певного роду мистецтва музична драматургія буває:
- лірична;,
- драматична;
- епічна.

За жанровими ознаками:
- «чиста»  — суто інструментальна;
- «взаємодійна» — наявна у творах де музика поєднується з іншими видами мистецтв (текст, танець, живопис тощо)[17].

За приналежністю до певної музичної форми — драматургія сонатної форми, симфонічного циклу, вільних та змішаних форм тощо.
Конфліктна (драматична) драматургія — організація внутрішнього розвитку музичного твору відповідно до законів драми як естетичного роду, де рушійною силою розвитку стає конфлікт, який реалізується через протиставлення, взаємодії та боротьбі різних контрастних образів (або груп образів).
Епічна драматургія (також може називатися оповідальною, неконфліктною) — протилежна конфліктній. Для неї характерні картинність, контрастне зіставлення, варіантний повтор тощо. Даний тип драматургії не виключає можливість наявності конфлікту. Однак, якщо у конфліктній він розгортається безпосередньо, «тут і тепер», то в епічній — спостерігається зі сторони, у віддаленні в часі.
Лірична драматургія (також інколи називається медитативною) — призупинене та розтягнене у часі втілення виокремленого моменту внутрішнього життя (переживання) суб'єкта. Зустрічається у творах, де передається занурення у певний психологічний стан. Характерна для музичних мініатюр, жанрів малої форми; для деяких великих опусів ХХ–ХХІ ст.
Проміжна (змішана) драматургія — виникає в результаті поєднання ознак конфліктної, епічної та ліричної, де вони виступають більш-менш рівноправними складовими. У музиці можуть бути реалізовані лірико-драматичні, ліро-епічні та епіко-драматичні концепції. Останній різновид виникає внаслідок утворення драматичної концепції на основі епічної образності (головні образи експонуються як епічні, а розвиваються відповідно до законів драми).
Симультанна драматургія — спирається «на одночасну передачу художньої інформації по декількох каналах» . Передбачає одночасний розвиток декількох самостійних сюжетів, які поліфонічно накладаються один на одного. Такий прийом застосовується в театрі абсурду. Це може бути втіленням декількох дій одночасно (наприклад, «Dies irae» з «Реквієма» Д. Лігеті). Зразками симультанної драматургії є сценічні твори Р. Щедріна («Мертві душі», «Анна Кареніна», «Чайка»), «Серенада» А. Шнітке (в рамках «інструментального театру») тощо.

## Драматургічні функції музики
Музична драматургія підпорядковується загальним законам драми, як окремого виду мистецтва та містить відповідні етапи розвитку:
- експозиція,
- зав'язка,
- розвиток,
- кульмінація,
- розв'язка.

Ці етапи реалізуються в окремих розділах твору або передаються стисло в межах лише одного чи декількох з них. Відповідно до задуму композитора, вони можуть вільно розміщуватися та розділюватися у ході розгортання опусу або, навіть, виключатися із загального процесу розвитку.

## Композиція музичного твору
Б. Асаф'єв у книзі «Музыкальная форма как процесс» визначає три основні етапи музичного розвитку:
i (initium — початок): m (movere — рухати): t (terminus — кінець, межа).
На основі цієї формули В. Бобровський розробляє функціональну теорію музичної форми.
| Загальні функції розвитку | Загальні логічні функції            | Загальні композиційні функції                         | Спеціальні композиційні функції | Спеціальні композиційні функції | Спеціальні композиційні функції       |
| Загальні функції розвитку | Загальні логічні функції            | Загальні композиційні функції                         | Проста тричастинна форма        | Рондо                           | Сонатна форма                         |
| ------------------------- | ----------------------------------- | ----------------------------------------------------- | ------------------------------- | ------------------------------- | ------------------------------------- |
| Імпульс (і)               | Вступ Викладення думки (експозиція) | Вступ Викладення першої теми Викладення наступних тем | Вступ Тема                      | Рефрен Епізоди                  | Вступ Головна партія Побічна партія   |
| Рух (m)                   | Розвиток думки Перехід              | Середина Розробка Зв'язка Предикт                     | Середина Предикт                | Зв'язка Предикт                 | Розробка Сполучна партія Предикт      |
| Завершення (t)            | Замикання                           | Реприза Доповнення Кода                               | Реприза Кода                    | Репризи Кода                    | Реприза в цілому Заключна партія Кода |

Кожному етапу розвитку твору відповідає конкретний тип викладу музичного матеріалу — експозиційний, розвиваючий та заключний:
- експозиційний — передбачає стійкість структури (завершені розділи — періоди, речення) та гармонії (переважання тоніки);
- серединний — нестійкість (незавершені побудови, дроблення; уникання тоніки, відхилення в інші тональності тощо);
- заключний — підкреслена стійкість структури та гармонії (повернення до цілісних і завершених структур: переважання тоніки, повторення стійких гармонічних зворотів).

## Способи музичного розвитку
Музичні образи в межах музичної драматургії зіставляються по принципу схожості та контрасту.

### Повторність
Повторність у музичному розвитку реалізується через:
- власне повторення;
- секвенція;
- варіювання;
- імітація[en].

У музичній драматургії повторність проявляється головним чином через повернення до тематичного матеріалу у репризних розділах.

### Контраст
Російський дослідник В. Цуккерман розрізняє контрасти:
1. За рівнем взаємодії — контраст між будь-якими елементами твору (від найменших до найбільших та узагальнювальних):
  - Контрасти окремих засобів — елементи можуть суттєво відрізняються один від одного, але не виходять за рамки єдиного образу і є складовими його характеристики.
  - Контраст образів — основа загального розвитку твору, його музичної драматургії[24].
2. За способом виникнення:
  - «зсередини» — проявляється у процесі зв'язного розвитку, передбачає поступовий перехід від однієї частини (теми) до іншої. Так виникає похідний контраст — нове з'являється через перетворення попереднього матеріалу[25].
  - «ззовні» — зіставлення частин (розділів) цілком незалежних в образно-тематичному плані, їхнє сполучення без плавних переходів та зв'язок. На рівні співвідношення тем, подібний контраст називається корінним — нова тема цілком самостійна і не є перетворенням попередньої. Це притаманне для творів жанрів, пов'язаних з рухом (танець, марш, скерцо), написаних у тричастинній формі з контрастною серединою[26]. Однак це не виключає можливості виникнення такого контрасту і в ліричних творах.

У музичній драматургії контраст, залежно від того, в якому розділі він виникає, може виконувати різні функції. У експозиційному розділі — він може слугувати зав'язкою драматургічного розвитку твору (наприклад — протиставлення тем головної та побічної партії у сонатній формі).
У розвивальних — є засобом порушення вже встановленого розвитку (у тому випадку, коли попереднє розгортання не встигло завершитися). Завдяки цьому здійснюються образні зрушення, продиктовані сюжетом, програмою музики чи суто музичною логікою внутрішнього розвитку і виникає ефект вторгнення (як правило через появу головної теми). Поява нового матеріалу знаменує або призупинення розвитку у заданому напрямі (тема фатуму у фіналі Симфонії № 4 П. Чайковського), або його різкий перелом (поява теми фатуму в Andante Симфонії № 5 П. Чайковського, теми спокутування у Сонаті сі мінор Ф. Ліста перед побічною партією й розробкою) . У такий спосіб можуть бути реалізовані поворотні моменти у музичній драматургії твору.
При зіставленні контрастних образів можливий різний ступінь їхнього протиставлення:
1. Додаткове зіставлення — внутрішня наближеність контрастних образів, які постають "різними сторонами єдиної сутності[29]. Створюється багатоплановий загальний образ, що втілює «єдине змістовне начало, достатньо багате внутрішньо для того, щоб втілитися не в одному, а у декількох образах»[30]
2. Відтіняюче зіставлення — це «таке превалювання відмінності над спільністю, за яким розвиток тимчасово перемикається в іншу площину; епізодичні образи, що виникають при цьому, переважно не призводять до зіткнень і не міняють основного перебігу подій та їхнього результату»[29].
3. Конфліктне протиставлення — різке протиставлення протилежних образів (образних начал).

У ході музичного розвитку контраст може загострюватися, що забезпечує наростання внутрішньої напруженості звучання, або навпаки — пом'якшуватися, що сприяє зближенню образів, які спочатку протиставлялися.

### Вільне розгортання музичного матеріалу
Вільне розгортання музичного матеріалу — явище процесуальної природи (один з найяскравіших його проявів є  імпровізаційність). Даний спосіб розвитку може збагачувати структури, які спираються на принципи повторності та контрастності, проявляючись в окремих розділах творів. Так виникають індивідуалізовані форми пройняті наскрізним розвитком, що, переважно, не піддаються загальній класифікації. Такий спосіб розвитку характерний для жанрів вокальної музики «наскрізного» типу, для інструментальних прелюдій, фантазій, токкат, капріччіо, рапсодій тощо. На його основі утворюються одно-, дво- чи багаточастинні форми, які можна назвати безрепризно-розвиваючими. До одночастинних форм належать періоди неповторної будови (наприклад, у куплетах народних пісень, які спираються на варіантний спосіб розвитку) та означені Асаф'євим «формами злитого монотематичного руху» (прелюдії Й. С. Баха C-dur, F-dur, G-dur з першого тому «Добре темперованого клавіру»). Двочастинна розвивальна форма зустрічається у Баха в деяких танцях з сюїт, прелюдіях, інвенціях. Тричастинна безрепризно-розвиваюча форма — у першій частині арії Ратмира (опера М. Глінки «Руслан і Людмила»), аріозо Онєгіна «Когда бы жизнь домашним кругом…» (опера П. Чайковського «Євгеній Онєгін»).
Умовно виділяються два типи вільного розгортання:
1. Утворення варіантів початкового зерна — «вільне розгортання даного виду є принципом розвитку, який спирається на постійне видозмінення тематичного зерна при плавно-поступальному характері загального руху»[31].
2. На основі повторюваної фігури — поєднання різних, але споріднених, неконтрастних мотивів[31]; розвиток здійснюється засобами гармонії, зміну динаміки та звуковисотні перетворення; зустрічається у деяких старовинних творах типу фантазій.

Дані два різновиди не можуть бути чітко відмежовані один від одного. Як правило, в одному творі поєднуються ознаки обох різновидів.

### Розробковий розвиток
У класичній музиці зустрічається переважно у середніх частинах творів (розвивальні середини, розробки в сонатній формі), у перехідних (зв'язки, сполучні партії у сонатній формі) та вступних розділах, предиктах, кодах (у тому випадку коли вона стає додатковим розвивальним розділом). Характерні свобода та нестійкість у гармонічному (побічні чи далекі тональності, нестійкі звороти), тематичному (незавершеність, фрагментарність викладу) та структурному (розімкненість, синтаксичне дроблення) планах. Водночас в ньому також проявляються елементи повторності (імітаційність, членування та дроблення (повторення окремих фрагментів теми), мотивне варіювання) та контрастності (тематичне зіткнення різних мотивів (фрагментів тем), ладо-гармонічні зрушення, протиставлення в тембровому, регістровому та темповому планах).